# Договор Ахмет-паши
Соглашение Ахмет-Паши (перс. عهدنامه احمد پاشا‎, тур. Ahmet Paşa Antlaşması) — договор между Османской империей и Сефевидским Ираном, подписанный 10 января 1732 года.

## Предпосылки
Серавский мир и Зухабский мир положили конец вражде Сефевидов и Османов в XVII веке. Однако во время короткого периода правления афганской династии Хотаки в Иране вспыхнул хаос, который вызвал схватки на фронтах. Особенно ожесточенным противостояние было на Кавказе. Тем временем Пётр I начал оккупировать иранские территории на Северном и Южном Кавказе. Его завоевания были впоследствии закреплены Санкт-Петербургским мирным договором в 1723 году. Обеспокоенные усилением России на Кавказе, Османы решили занять Тбилиси, для того чтобы остановить наступление русских, однако захват города вылился в длительную Османо-Сефевидскую войну.

## Война
Между 1723 и 1730 годами Османы, в дополнение к Тбилиси, захватили Ереван и Гянджу, чем принесли себе контроль над Южным Кавказом. На Южном направлении (Западный Иран), были захвачены: Тебриз, Урмия, Хорремабад, Керманшах и Хамедан. В 1724 году, между русскими и турками было подписано Константинопольское соглашение, в котором закреплялось разделение вышеупомянутых иранских территорий между двумя империями. Но после прихода к власти Тахмаспа II наступление османской армию было прервано. Уставшие от войны стороны решили закончить конфликт. Ахмет-паша с турецкой стороны и Мехмет Реза-Кулу с персидской подписали мирный договор.

## Положение
Положения соглашения были следующими:
1. За Османами хранились кавказские территории, добытые во время войны[4].
2. Османская империя возвращала территории в Западном Иране, кроме городов Керманшах и Хамадан, Сефевидского Ирана[5][6].
3. Отныне граница пролегала вдоль реки Аракс.

## Последствия
Подписание договора означало скорее перемирие, чем долговременный мир, поскольку ни Султан Махмуд I, ни тогда ещё главнокомандующий персидскими войсками Надер Шах не смогли смириться с потерями территорий. Впоследствии, в правление Надир-Шаха, Афшаридский Иран смог вернуть утраченные территории.